# Avelino Corma

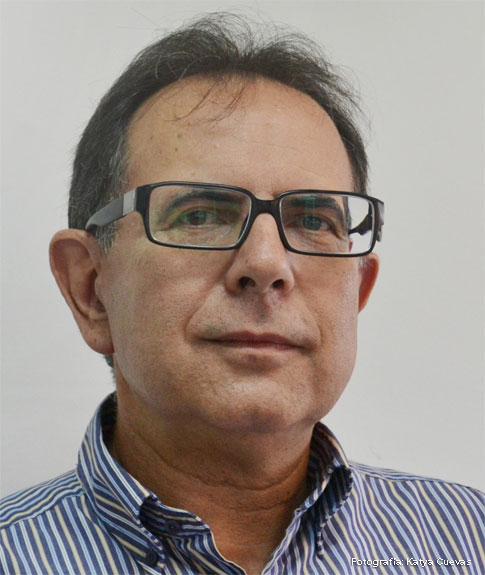
Avelino Corma, 2011

Avelino Corma Canós (* 15. Dezember 1951 in Moncófar, Provinz Castellón) ist ein spanischer Chemiker, der sich mit Katalyse und speziell Heterogener Katalyse für die Petrochemie und sonstiger chemischer Industrie befasst. Er ist Professor am Institut für Chemische Technologie (Instituto de Tecnología Química, ITQ) der Polytechnischen Universität von Valencia.
Corma studierte Chemie an der Universität Valencia mit dem Abschluss 1973 und wurde 1976 an der Universität Madrid bei Antonio Cortés Arroyo am Instituto de Catálisis y Petroleoquímica (CSIC) promoviert. Als Post-Doktorand war er an der Queen’s University. Ab 1987 war er Professor am CSIC. Am Polytechnikum in Valencia war er 1990 Gründer und bis 2010 Direktor des  Instituto de Tecnología Química (ITQ).
Er befasste sich mit Mechanismen der Redox-Katalyse und Säure-Base-Katalyse und entwickelte Katalysatoren für die chemische Industrie, mit der er eng zusammenarbeitet. Darunter sind auch Zeolith-Katalysatoren. Er wandte Katalysatoren unter anderem beim Cracken, Entschwefelung, Isomerisierung, Epoxidierung, selektiver Oxidation von Alkoholen und Hydrierungen an.
Er veröffentlichte über 1000 wissenschaftliche Aufsätze und hält über 100 Patente.
1995 erhielt er den Dupont Preis und den spanischen Technologiepreis Leonardo Torres Quevedo, 2005 die Goldmedaille der spanischen chemischen Gesellschaft, 2006 den Alwin-Mittasch-Preis, 2008 den G. A. Somorjai Prize der American Chemical Society, 2009 einen Humboldt-Forschungspreis, 2010 den Centenary Prize der Royal Society of Chemistry, 2011 die Grande médaille de l’Académie des sciences, 2014 den Prinz-von-Asturien-Preis und 2018 die Blaise-Pascal-Medaille. Für 2023 wurde ihm der Europäische Erfinderpreis für sein Lebenswerk zuerkannt, für 2024 ein BBVA Foundation Frontiers of Knowledge Award.
Er ist Ehrendoktor unter anderem in Bukarest, Ottawa, an der TU Delft und der TU München, in Alicante, Bochum, Utrecht, Valencia. Corma ist Fellow der Royal Society, der National Academy of Engineering, der Academia Europaea (1996), der Königlich Spanischen Akademie der Wissenschaften, der Königlich Spanischen Ingenieursakademie und der Académie des sciences.